# Полное собрание стихотворений (Мачадо)
«Полное собрание стихотворений» (исп. Poesías completas) — книга испанского поэта Антонио Мачадо, публиковавшаяся в 1917, 1928, 1933 и 1936 годах. Для каждого издания Мачадо подвергал стихи редактированию и менял их последовательность. Четвёртый вариант «Полного собрания» стал каноническим — именно по нему публикуются стихотворения поэта.
Четвёртое издание включает 176 стихотворений (некоторые из них представляют собой скорее обширные циклы). Все они пронумерованы, их порядок внутри книги не совпадает с хронологическим (по времени написания). В состав «Полного собрания» входят три сборника: «Одиночества, галереи и другие стихотворения» (1907), «Поля Кастилии» (1912) и «Новые песни» (1924). Кроме того, в книгу вошли два цикла, которые при жизни автора не публиковались отдельно: «Апокрифический песенник Абеля Мартина» и «Апокрифический песенник Хуана де Майерны».